# Atisô
Atisô (bắt nguồn từ từ tiếng Pháp artichaut /aʁtiʃo/) (tên khoa học: Cynara scolymus), còn được viết là a-ti-sô, a ti sô, cũng còn được gọi là ác-ti-sô, là loại cây lá gai lâu năm có nguồn gốc từ miền Nam châu Âu (quanh Địa Trung Hải) đã được người Cổ Hy Lạp và Cổ La Mã trồng để lấy hoa làm rau ăn. Atisô có thể cao lên tới 1,5 đến 2 mét, lá cây dài từ 50–80 cm.
Những cây atisô được trồng đầu tiên ở quanh Naples vào giữa thế kỷ 15. Nó được Catherine de Medici giới thiệu tới nước Pháp trong thế kỷ 16, sau đó, người Hà Lan mang nó đến Anh. Atisô tiếp tục được mang tới Mỹ trong thế kỷ 19 bởi những người đến nhập cư: bang Louisiana bởi người Pháp và bang California bởi người Tây Ban Nha. Ngày nay, atisô được trồng chủ yếu ở Pháp, Ý và Tây Ban Nha, Mỹ và các nước Mỹ Latinh. Atisô du thực vào Việt Nam đầu thế kỷ 20, được trồng ở Sa Pa, Tam Đảo, nhiều nhất là ở Đà Lạt.
Hiện nay, người ta trồng atisô không những chỉ dùng lá bắc và đế hoa để ăn mà còn dùng làm thuốc. Hoạt chất chính của atisô là cynarine (Acide 1- 3 dicaféin quinic). Ngoài ra còn có inulin, inulinaza, tanin, các muối hữu cơ của các kim loại Kali, Calci, Magiê, Natri... Atisô có tác dụng hạ cholesterol và urê trong máu, tạo mật, tăng tiết mật, lợi tiểu, thường được làm thuốc thông mật, thông tiểu tiện, chữa các chứng bệnh về gan, thận. Tuy chất cynarine đã tổng hợp được nhưng người ta vẫn dùng chế phẩm từ cao lá atisô tươi. Trên thế giới, biệt dược Chophytol của hãng Rosa (Pháp) là thông dụng hơn cả.

## Từ nguyên
Từ "artichoke" trong tiếng Anh được mượn từ tiếng Ý vào thế kỷ 16. Tiếng Ý này cũng được mượn từ tiếng Tây Ban Nha hoặc tiếng Ả Rập. Có nhiều hình thức tiếng Ả Rập như "al-kharshūfa" và "khurshūfa". Các hình thức này xuất phát từ tiếng Ả Rập cổ điển có nghĩa là "vảy". Nhiều ngôn ngữ khác cũng mượn từ tiếng Ả Rập để đặt tên cây atisô, ví dụ như tiếng Hebrew ở Israel. Tên gốc tiếng Hebrew trước khi có sự ảnh hưởng của tiếng Ả Rập là "קינרס" (kinars), xuất hiện trong Mishna.
Mặc dù các thuật ngữ châu Âu cho cây atisô được mượn từ tiếng Ả Rập, nhưng chúng lại ảnh hưởng đến tiếng Ả Rập theo cách riêng. Ví dụ, trong tiếng Ả Rập hiện đại ở vùng Địa Trung Hải, thuật ngữ cho cây atisô là "أرضي شوكي" (ʔarḍī shawkī). Trong tiếng Anh, từ "artichoke" có nghĩa đen là "đất gai", và nó được tạo ra bằng cách kết hợp âm từ tiếng Ả Rập với ý nghĩa tương ứng. Các thuật ngữ tiếng Anh và các ngôn ngữ châu Âu khác cũng được hình thành thông qua việc phiên âm từ tiếng Ả Rập và kết hợp với ý nghĩa tương ứng..
Trong trường hợp của tiếng Ả Rập Levantine "ʔarḍī shawkī", tên gọi cho cây atisô thường thay đổi do từ ngữ huyền thoại và kết hợp âm-ý nghĩa. Ví dụ, tiếng Ý "articiocco" được điều chỉnh để tương ứng với "arci-" (cung, trụ cột) và "ciocco" (cái chùm gỗ). Tiếng Pháp cũng có các hình thức như "artichaud" (ấm) và "artihault" (cao), xuất phát từ tiếng Ả Rập, có thể thông qua tiếng Tây Ban Nha. Trên tiếng Anh, có các hình thức như "hartichoak", liên quan đến "heart" (trái tim) và "choke" (nghẹt), có thể ám chỉ phần trung tâm của cây atisô không ăn được gây nghẹn hoặc khả năng cây atisô tràn lan và nghẹt các cây khác trong vườn.

## Mô tả

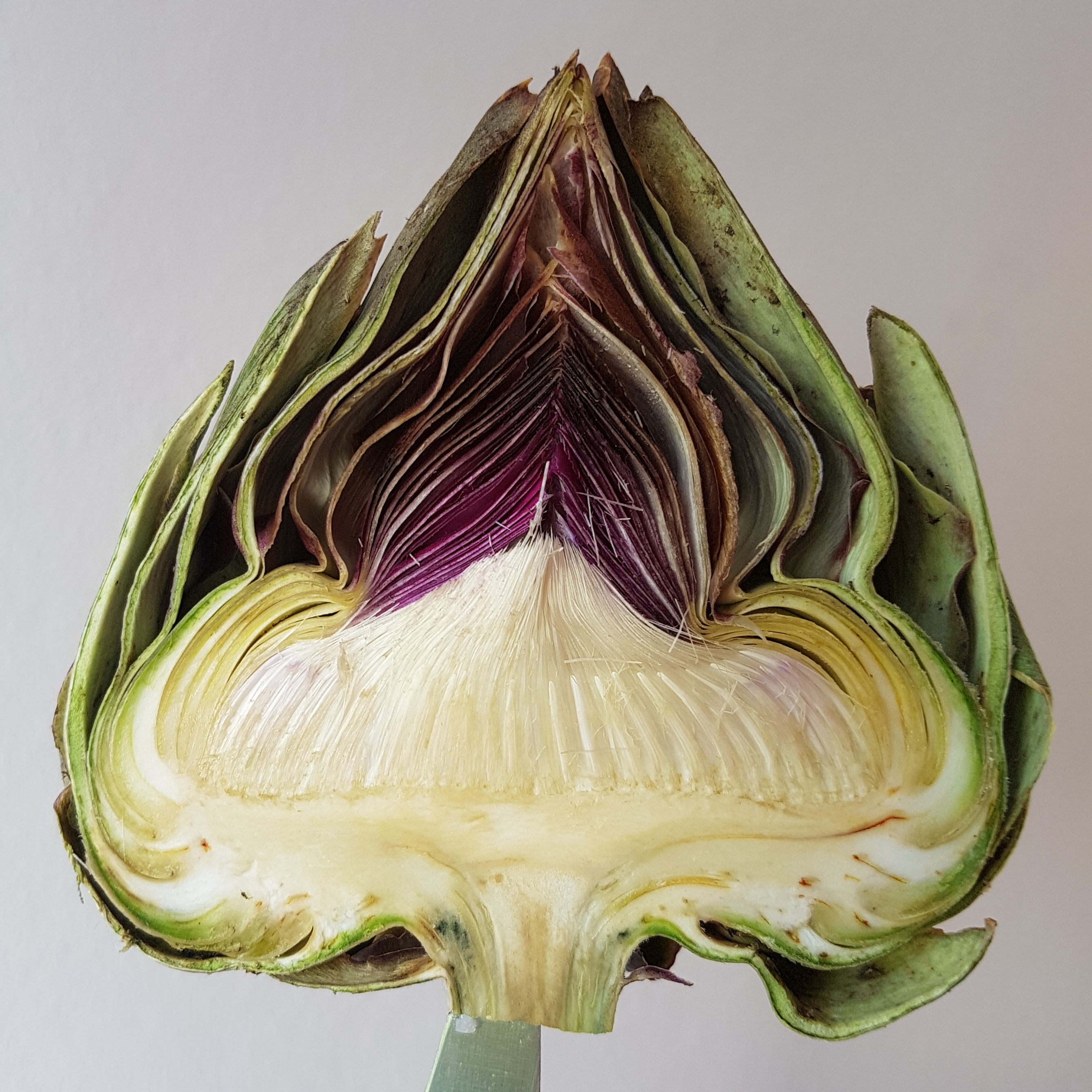
Hình chụp ngang của trái atisô.

Loại cây này có thể phát triển đến chiều cao từ 1,4–2 m (4 ft 7 in–6 ft 7 in), và có lá màu bạc mờ hoặc xanh lục. Những lá này có nếp gấp sâu và có chiều dài từ 50–83 cm (19+1⁄2–32+1⁄2 in). Hoa của cây này phát triển thành một đầu lớn từ một mầm ăn được, có đường kính khoảng 8–15 cm (3–6 in), với nhiều vảy tam giác. Các cánh hoa riêng lẻ có màu tím. Phần ăn được của mầm chủ yếu bao gồm các phần dưới thịt của các lá bao và phần đáy, được gọi là "trái tim". Phần trung tâm nằm giữa các lá bao, được gọi là "chóp" hoặc "râu", không phù hợp để ăn trong các hoa già, lớn hơn.

### Các thành phần hóa học
Lá actiso bao gồm các thành phần sau đây:

#### – Acid hữu cơ:
- Acid phenol: Cynarin (acid dicaffeoyl-1,3-quinic) và các sản phẩm thủy phân (acid cafeic, acid clorogenic và acid neo clorogenic).
- Acid alcol: Acid hydroxymethylacrilic, acid malic, acid fumaric, acid lactic.
- Acid khác: Acid succinic.

#### – Hợp chất flavonoid (dẫn chất của luteolin):
- Cynarosid (luteolin-7-D-glucopyranosid).
- Scolymosid (luteolin-7-rutinosid).
- Cynarotriosid (luteolin-7-rutinosid-3′-glucosid).

## Lịch sử sử dụng sớm
Atisô là một biến thể thuần hóa của cây cardoon hoang dại (Cynara cardunculus), có nguồn gốc từ khu vực Địa Trung Hải. Trước đây có tranh cãi về việc atisô có phải là một loại thực phẩm của người Hy Lạp và người La Mã cổ đại, hay loại cây này đã được phát triển sau đó, trong khi các nguồn cổ điển lại nhắc đến cây cardoon hoang dại. Cardoon được đề cập là một loại cây vườn vào thế kỷ thứ tám trước Công nguyên bởi Homer và Hesiod. Pliny the Elder đề cập đến việc trồng 'carduus' ở Carthage và Cordoba. Ở Bắc Phi, nơi nó vẫn được tìm thấy ở trạng thái hoang dã, hạt atisô, có thể là đã được trồng, được tìm thấy trong quá trình khai quật di chỉ Mons Claudianus thuộc thời kỳ La Mã ở Ai Cập.
Loại cây atisô đã được trồng ở Sicilia từ thời kỳ cổ điển của người Hy Lạp, và người Hy Lạp gọi chúng là "kaktos". Trong thời kỳ này, người Hy Lạp đã ăn lá và đầu hoa của cây, và đã cải tiến chúng từ hình dạng ban đầu hoang dã. Người La Mã gọi loại rau này là "carduus" (và sau đó có tên là "cardoon"). Sự cải tiến tiếp theo của cây atisô trong việc trồng cây có thể đã diễn ra trong thời kỳ Trung Cổ ở Tây Ban Nha Hồi giáo và khu vực Maghreb, mặc dù không có bằng chứng chính xác về điều này. Vào thế kỷ 12, cây atisô đã được đề cập trong sách hướng dẫn chung về nông nghiệp của Ibn al-'Awwam tại Seville (mặc dù nó không xuất hiện trong các tác phẩm quan trọng về nông nghiệp ở vùng Andalusian Arabic trước đó), và cũng được đề cập ở Đức bởi Hildegard von Bingen.
Trong cuốn sách "Les Paysans de Languedoc", Le Roy Ladurie đã ghi lại quá trình lan rộng trồng cây atiso ở Ý và miền nam nước Pháp vào cuối thế kỷ 15 và đầu thế kỷ 16. Trong thời kỳ này, atiso xuất hiện như một loại cây mới với một cái tên mới, cho thấy sự xuất hiện của một loại cây trồng được cải tiến.
Bông của cây xương bồ đã trải qua quá trình cải tiến bởi người Arab và từ Naples truyền đến Florence vào năm 1466, khi được đưa đi bởi Philippo Strozzi. Đến khoảng năm 1480, nó đã thu hút sự chú ý tại Venice như một điều tò mò. Tuy nhiên, nhanh chóng nó lan rộng về phía tây bắc... Các vườn atiso đã được ghi nhận tại Avignon từ năm 1532 trở đi; từ các thành phố lớn, chúng lan tỏa ra các vùng nông thôn... xuất hiện dưới tên gọi "carchofas" tại Cavaillon vào năm 1541, Chateauneuf du Pape vào năm 1553 và Orange vào năm 1554. Tên gọi địa phương vẫn là "carchofas", tương đương với từ "carciofo" trong tiếng Ý... Chúng có kích thước rất nhỏ, chỉ bằng quả trứng gà... và vẫn được xem là một món ăn xa xỉ, một loại đặc sản hơi kích thích tình dục mà người ta đã chế biến thành mứt đường.

Vào năm 1530, người Hà Lan đã mang atiso vào Anh, nơi chúng được trồng trong vườn của vua Henry VIII tại Newhall. Từ thế kỷ 17 trở đi, atiso trở nên "thịnh hành" trong các triều đình châu Âu. Trái atiso được coi là một nguyên liệu xa xỉ trong ẩm thực của các triều đình mới, như được ghi lại bởi những nhà văn như François Pierre La Varenne, tác giả của Le Cuisinier François (1651). Trong thời kỳ này, cũng có quan niệm rằng atiso có tính chất kích thích tình dục. Sau đó, atiso đã được đưa vào Hoa Kỳ vào thế kỷ 19, bởi người nhập cư Pháp vào Louisiana và người nhập cư Tây Ban Nha vào California.

## Các loại

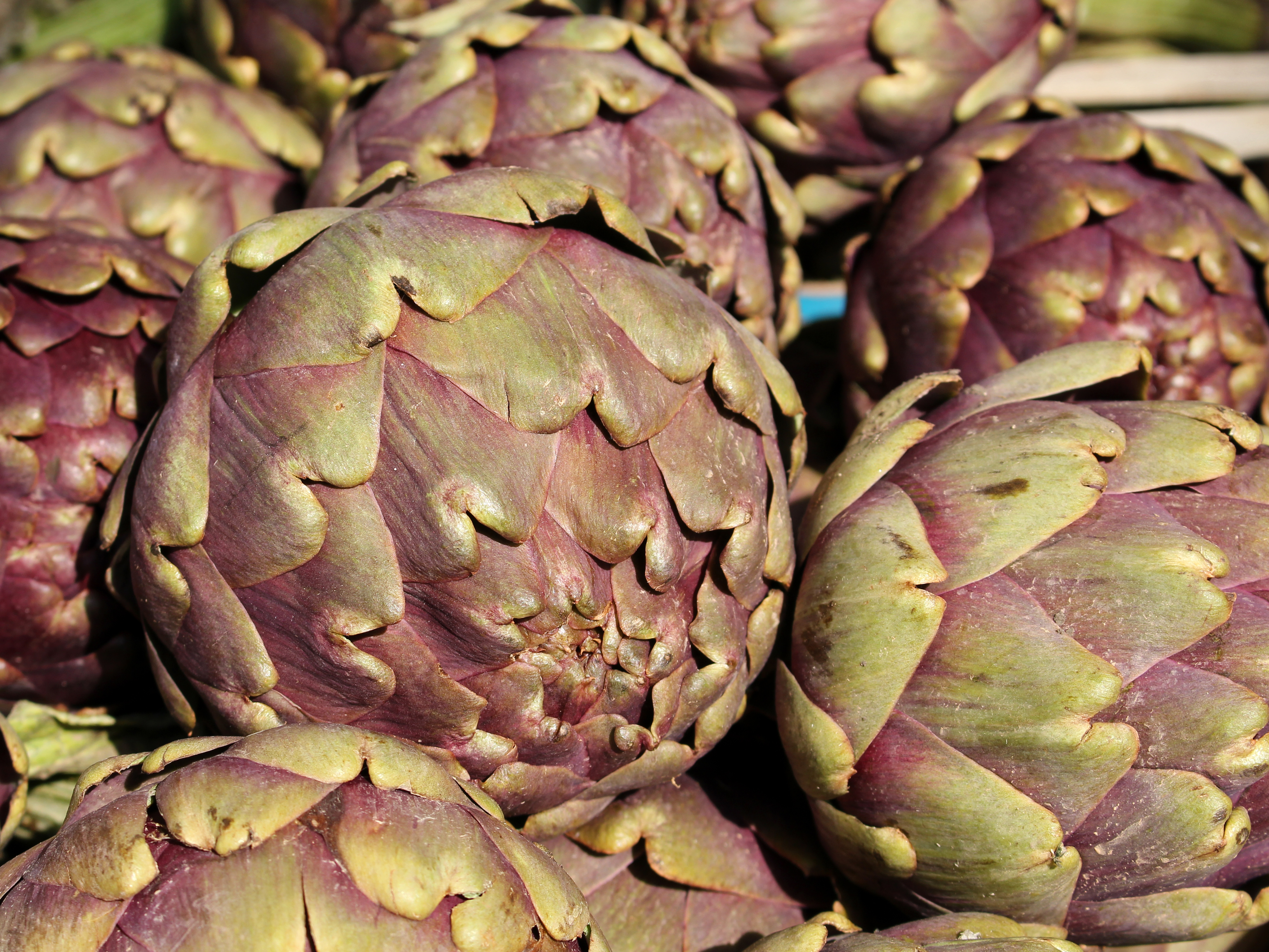
Các loại atisô có màu tím.

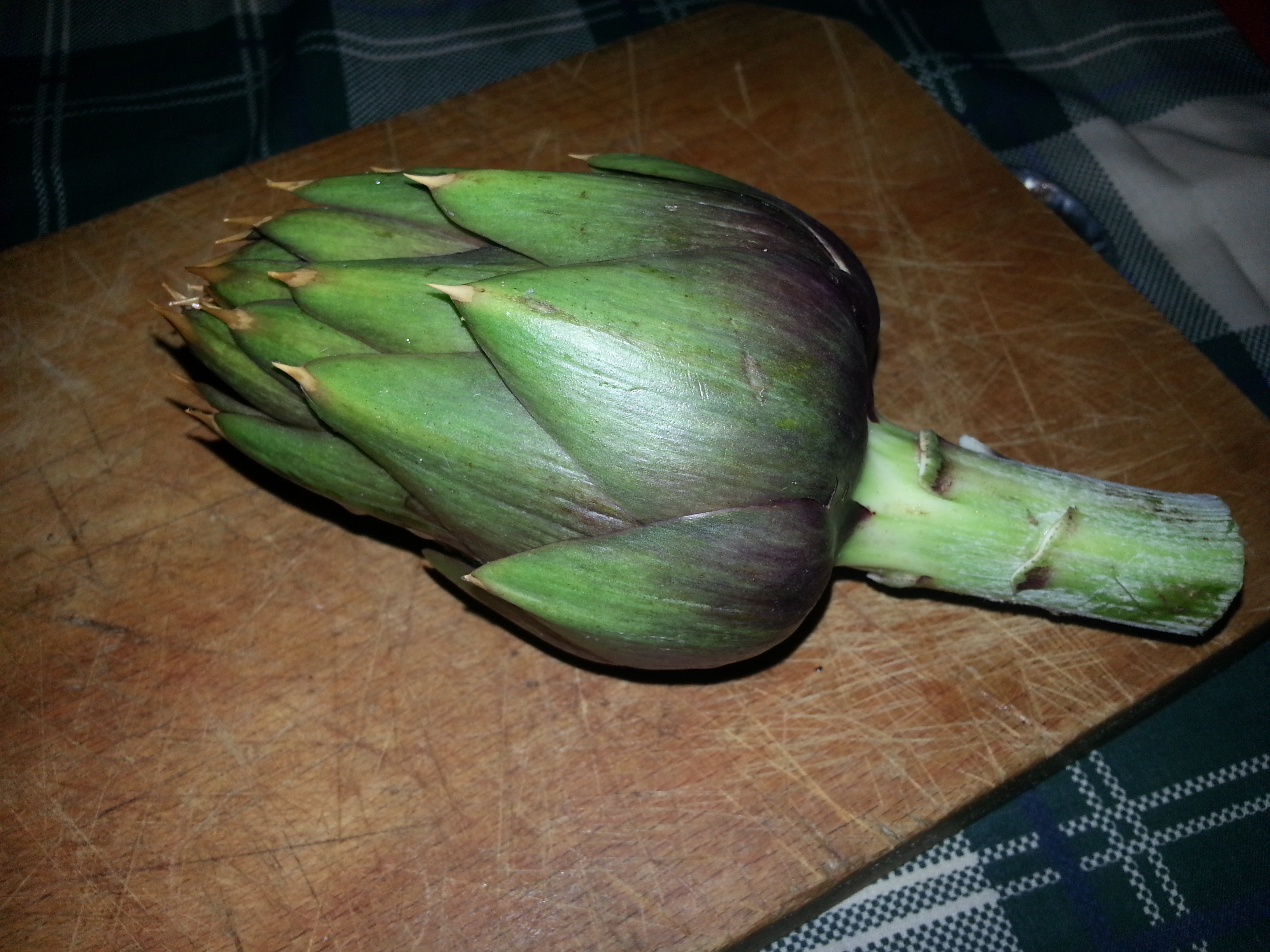
Atisô có gai

### Các giống truyền thống (sinh sản bằng phần trên của cây)
- Màu xanh, to: 'Vert de Laon' (Pháp), 'Camus de Bretagne', 'Castel' (Pháp), 'Green Globe' (Mỹ, Nam Phi)
- Màu xanh, kích thước trung bình: 'Verde Palermo' (Sicily, Ý), 'Blanca de Tudela' (Tây Ban Nha), 'Argentina', 'Española' (Chile), 'Blanc d'Oran' (Algeria), 'Sakiz', 'Bayrampasha' (Thổ Nhĩ Kỳ)
- Màu tím, to: 'Romanesco', 'C3' (Italy)
- Màu tím, kích thước trung bình: 'Violet de Provence' (Pháp), 'Brindisino', 'Catanese', 'Niscemese' (Sicily), 'Violet d'Algerie' (Algeria), 'Baladi' (Ai Cập), 'Ñato' (Argentina), 'Violetta di Chioggia' (Ý)
- Có gai: 'Spinoso Sardo e Ingauno' (Sardinia, Ý), 'Criolla' (Peru).
- Màu trắng, ở một số nơi trên thế giới.

### Các giống cây trồng bằng hạt giống
- Cho công nghiệp: 'Madrigal',[19] 'Lorca', 'A-106', 'Imperial Star'
- Màu xanh: 'Symphony',[19] 'Harmony'[19]
- Màu tím: 'Concerto',[19] 'Opal',[19] 'Tempo'[19]

## Bộ Gen
Bộ gen toàn cầu của cây atisô đã được giải trình tự. Bộ gen này bao gồm 725 gen trên tổng số 1.084 Mb (Megabase) và mã hóa cho khoảng 27.000 gen. Việc hiểu cấu trúc bộ gen là một bước quan trọng để nắm bắt các đặc điểm của cây atisô trên toàn cầu. Nó có thể giúp xác định các gen quan trọng về mặt kinh tế từ các loài liên quan.

## Sản lượng nông nghiệp

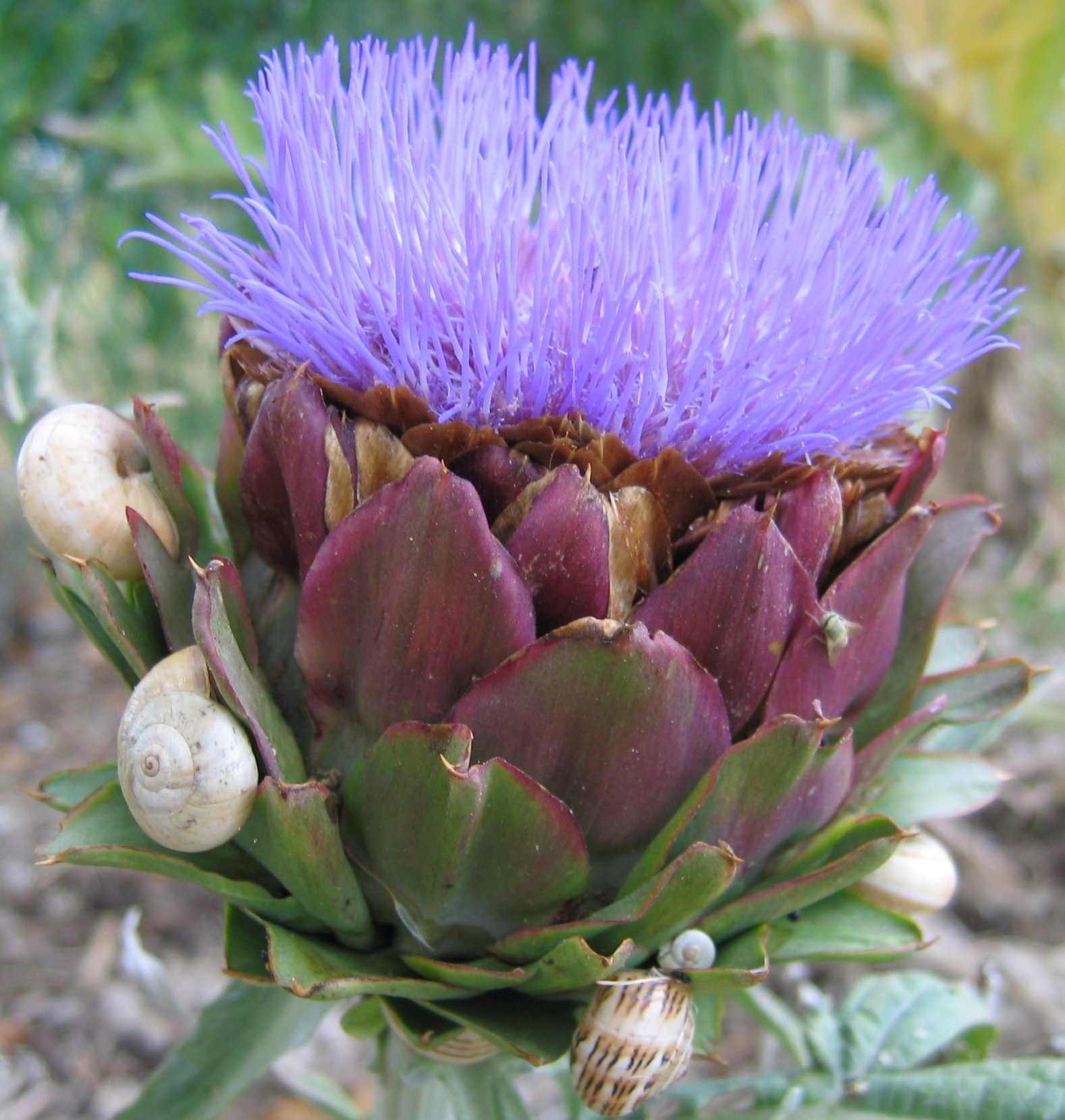
Đầu atisô với hoa đang nở

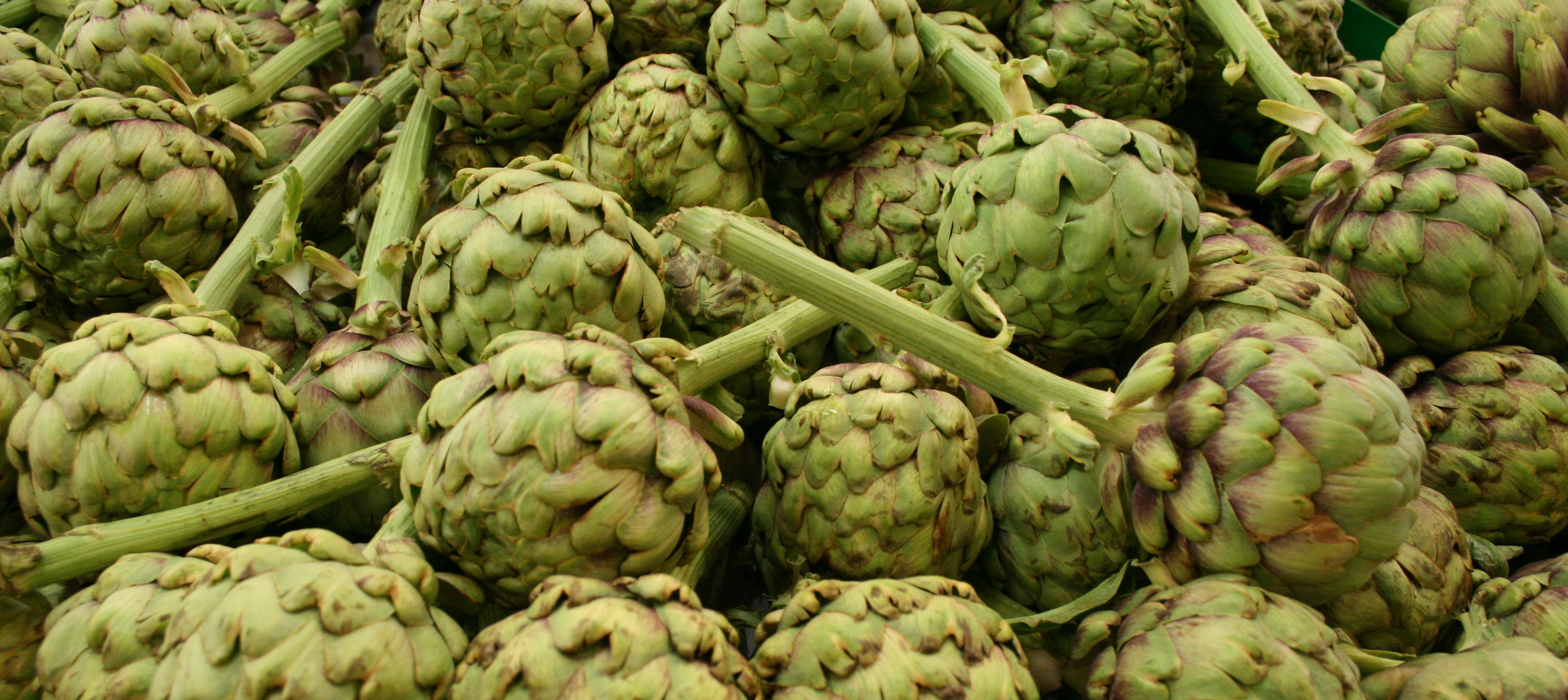
Atisô được bày bán

Atisô được trồng chủ yếu ở châu Mỹ và các quốc gia ven Địa Trung Hải. Châu Âu có Ý, Tây Ban Nha và Pháp là những nhà sản xuất chính, còn châu Mỹ có Argentina, Peru và Hoa Kỳ. Ở Hoa Kỳ, California là nguồn cung atisô chính với gần 100% sản lượng, trong đó khoảng 80% được trồng ở Hạt Monterey. Castroville tự xưng là "Trung tâm Atisô của Thế giới" và tổ chức Lễ hội Atisô Castroville hàng năm. Gần đây, atisô cũng được trồng ở Nam Phi, tại một thị trấn nhỏ tên Parys, nằm dọc theo sông Vaal.
Năm 2020, trên toàn thế giới đã sản xuất khoảng 1,5 triệu tấn atisô.
| Ý | 367.080   |    |
| Ai Cập | 308.844   |    |
| Tây Ban Nha | 196.970   | Im |
| Algérie | 126.762   |    |
| Argentina | 109.253   | Im |
| Peru | 82.096    |    |
| Trung Quốc | 80.401    | Im |
| Ma-rốc | 45.012    |    |
| Hoa Kỳ | 41.251    |    |
| Thổ Nhĩ Kỳ | 39.280    | Im |
| Tunisia | 31.000    |    |
| Pháp | 26.180    |    |
| Toàn thế giới | 1.516.955 | A  |
| * = Số liệu không chính thức \| [ ] = Số liệu chính thức \| A = Có thể bao gồm số liệu chính thức, bán chính thức hoặc ước tính F = Ước tính của FAO \| Im = Dữ liệu của FAO dựa trên phương pháp ước tính \| M = Dữ liệu không khả dụng Nguồn: Tổ chức Nông nghiệp và Lương thực Liên Hợp Quốc (FAO) |           |    |

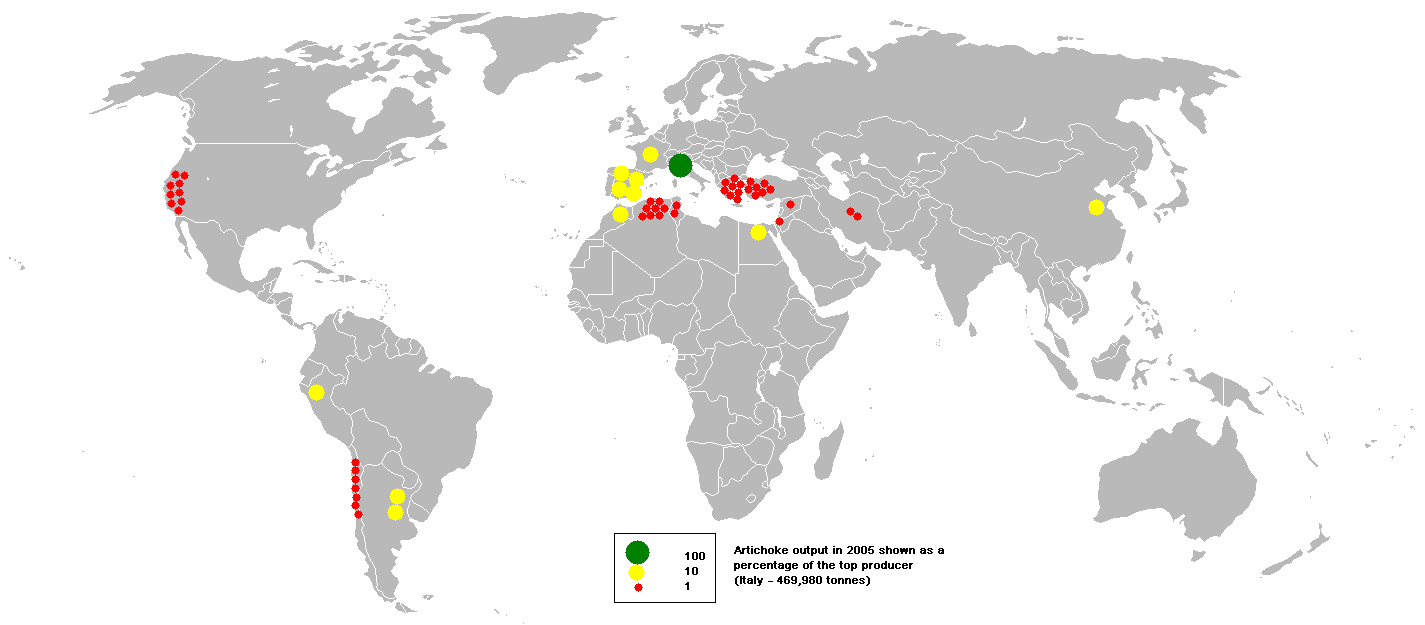
Sản lượng Atisô năm 2005

Atisô có thể được trồng từ hạt hoặc thông qua các phương pháp sinh dưỡng như chia cành, giâm rễ hoặc vi nhân giống. Một số loại atisô đặc biệt có thể được trồng từ hạt giống như cây hàng năm, cho phép thu hoạch hạn chế vào cuối mùa đầu tiên, ngay cả ở những vùng khí hậu lạnh. Điều này giúp người làm vườn ở vùng phía bắc có thể trồng atisô mà không cần xử lý hoặc bảo vệ cây qua mùa đông. Giống cây "Ngôi sao Hoàng gia" đã được nhân giống để cho thu hoạch trong năm đầu tiên mà không cần các biện pháp đặc biệt. Giống cây "Ngôi sao phương Bắc" mới hơn được cho là có khả năng chịu đựng lạnh hơn và có thể sinh sống ở nhiệt độ dưới 0 độ C.
Văn hóa trồng atisô thương mại giới hạn ở khu vực ấm áp với độ cứng USDA 7 trở lên. Để trồng atisô, cần có đất tốt, tưới nước và cung cấp dinh dưỡng đều đặn, đồng thời phải bảo vệ cây khỏi sương giá vào mùa đông. Mút rễ có thể được trồng hàng năm, cho phép thu hoạch atisô sau vài năm, vì mỗi cây chỉ sống được vài năm. Mùa cao điểm để thu hoạch atisô là mùa xuân, nhưng chúng có thể tiếp tục thu hoạch trong mùa hè, với một đợt thu hoạch khác vào giữa mùa thu. Khi thu hoạch, atisô được cắt khỏi cây để chừa lại một hoặc hai inch thân. Atisô có thể được bảo quản tốt và thường giữ tươi trong khoảng hai tuần hoặc lâu hơn trong điều kiện bán lẻ thông thường.
Ngoài ứng dụng trong ẩm thực, atisô cũng là một loại cây hấp dẫn toàn cầu nhờ hoa tươi sáng. Đôi khi, atisô được trồng cho viền thân thảo, tạo ra tán lá đậm màu và đầu hoa lớn màu tím.

## Công dụng

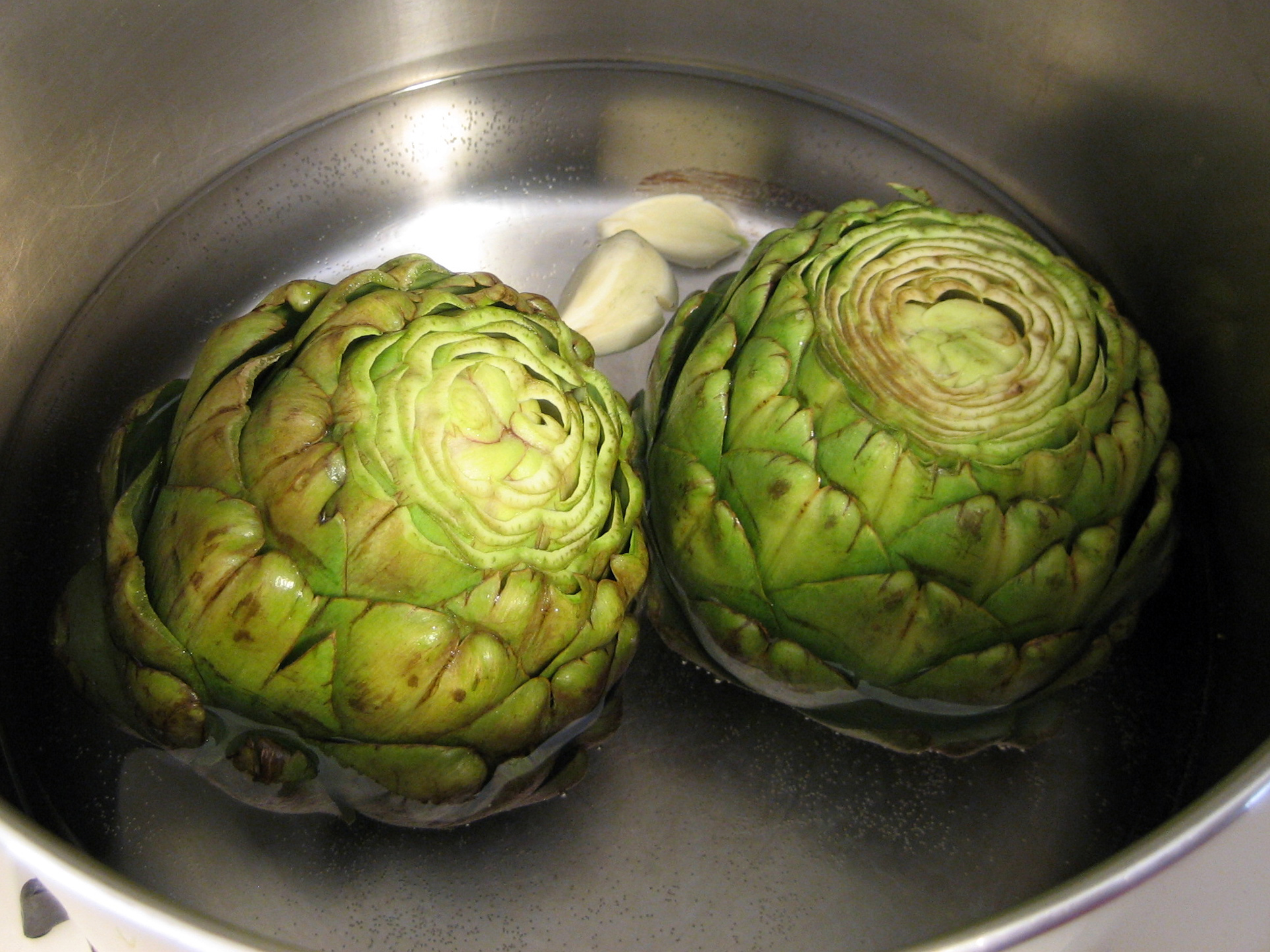
Globe artichokes being cooked

### Dinh dưỡng
Atisô đã nấu không muối chứa 82% nước, 12% carbohydrate, 3% protein và 3% chất béo. Trong một khẩu phần tham khảo 100 gram, atisô đã nấu cung cấp 74 calo, là nguồn giàu (20% hoặc hơn nhu cầu hàng ngày, DV) của axit folic, và là nguồn vừa (10-19% DV) của vitamin K (16% DV), magiê, natri và phosphor (10-12% DV).

### Thức ăn
Cách chế biến atisô hình cầu lớn thường bắt đầu bằng việc loại bỏ hầu hết phần thân cây, chỉ còn lại khoảng 5–10 mm (3⁄16 - 3⁄8 inch). Để tránh gai góc làm cản trở thưởng thức, ta có thể cắt bỏ một phần vảy trên mỗi chiếc vảy, tương đương khoảng một phần tư. Để nấu, atisô có thể được ninh nhỏ lửa trong khoảng 15-30 phút hoặc hấp trong 30-40 phút (thời gian này có thể ít hơn đối với những quả nhỏ hơn). Atisô nấu chín, không được gia vị, sẽ mang đến hương vị tinh tế và nhẹ nhàng.
Ở Ý, tim atisô được ngâm trong dầu và thường được sử dụng làm một thành phần quan trọng trong bánh pizza "bốn mùa", biểu trưng cho mùa xuân. Một công thức nổi tiếng ở Roma là atisô kiểu Do Thái, trong đó tim atisô được chiên giòn toàn bộ.
Ở Tây Ban Nha, những trái atisô trẻ hơn, nhỏ hơn và mềm mại hơn được sử dụng. Chúng có thể được rắc dầu ô liu và để trong than nóng trên lò nướng than, chiên trong dầu ô liu với tỏi, hoặc kết hợp với gạo trong một món paella hoặc chiên và kết hợp với trứng trong một món tortilla (frittata).
Một món ăn thường được nhắc đến là anginares alla Polita của Hy Lạp ("atisô kiểu thành phố", tham khảo đến thành phố Constantinople), một món hầm đậm đà được làm từ trái atisô, khoai tây và cà rốt, và được gia vị với hành, chanh và thì là. Đảo Tinos, cũng như các làng Iria và Kantia ở Peloponnese, vẫn rất tổ chức các sự kiện để tôn vinh sản xuất atisô địa phương, bao gồm một ngày của atisô hoặc một lễ hội atisô.
Cách khác để sử dụng atisô là loại bỏ hoàn toàn các lá, chỉ giữ lại phần trung tâm. Lá được hấp để làm mềm phần thịt bên dưới, có thể sử dụng cho các món ăn kèm hoặc món chấm. Phần trên của lá được loại bỏ. Phần trung tâm thường được nhồi và chiên hoặc nướng với nước sốt mặn. Thay vì sử dụng atisô tươi, bạn cũng có thể sử dụng atisô đóng hộp hoặc đông lạnh để tiết kiệm thời gian, mặc dù thường thì atisô tươi có hương vị đậm đà hơn được ưa chuộng hơn. Món atisô chiên giòn thường được ăn ở các vùng ven biển California.
Trên khắp Bắc Phi, Trung Đông, Thổ Nhĩ Kỳ và Armenia, món tim atisô nhồi bông thường sử dụng nhân là thịt cừu xay, phản ánh hương vị ẩm thực địa phương của từng quốc gia. Ví dụ, ở Li-băng, nhân điển hình sẽ gồm thịt cừu, hành tây, cà chua, quả thông, nho khô, rau mùi tây, thì là, bạc hà, hạt tiêu đen và hạt tiêu. Thổ Nhĩ Kỳ có một loại chay phổ biến chỉ sử dụng hành tây, cà rốt, đậu xanh và muối. Atisô thường được chế biến với nước sốt trắng hoặc các loại nước sốt khác.

### Nước giải khát

#### Trà thảo mộc

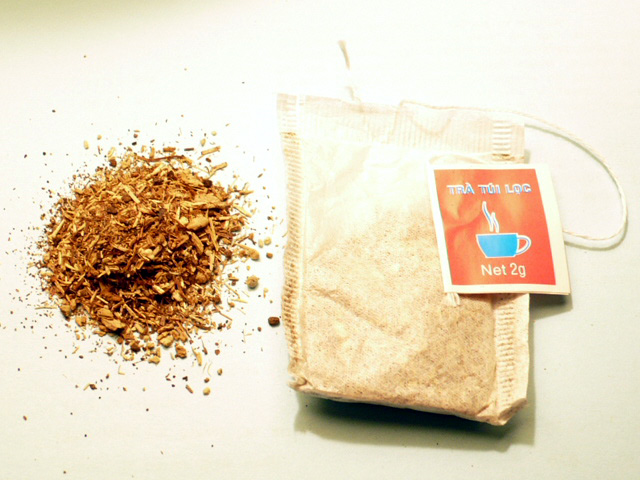
Trà túi lọc Atiso Việt Nam

Atisô cũng có thể được sử dụng để làm trà thảo mộc. Trà atisô là một loại đồ uống phổ biến ở Việt Nam với các tác dụng chữa bệnh của nó. Ở Đà Lạt, Việt Nam, có sản xuất trà atisô như một sản phẩm thương mại. Romania cũng có một loại trà thảo dược được làm từ atisô, có tên là Ceai de Anghinare. Ở Mexico, phần hoa của atisô được sử dụng để pha trà thảo mộc. Đồ uống này có một vị hơi đắng và mùi gỗ.

#### Rượu khai vị
Atisô là thành phần quan trọng trong rượu khai vị Cynar của Ý, sản xuất bởi Tập đoàn Campari, với nồng độ cồn 16,5% theo thể tích Nó có thể được thưởng thức lạnh hoặc được sử dụng trong các cocktail, thường pha với nước cam, đặc biệt phổ biến ở Thụy Sĩ. Ngoài ra, nó cũng được sử dụng để tạo ra một loại cocktail có tên là 'Cin Cyn', một phiên bản ít đắng hơn của cocktail Negroni, bằng cách thay thế Cynar thay vì Campari.

##### Tác dụng dược lý
- Cynarin là thành phần hoạt chất đáng chú ý nhất của actiso và có lợi đối với cơ thể, bắt nguồn từ tác dụng kích thích bài tiết mật (tác dụng trị sỏi mật). Cynarin giúp kiểm soát mức cholesterol và cải thiện chức năng túi mật. Cynarin được chứng minh là hoạt động chống lại quá trình oxy hóa trong bạch cầu con người. Thêm vào đó, cynarin cũng được chứng minh có tác dụng bảo vệ gan và có thể chống lại virus gây suy giảm miến dịch ở người (chống HIV-1;44). Ngoài ra cynarin có hoạt tính chống oxy hóa, kháng cholinergic, khả năng khử, loại bỏ gốc tự do và liên kết kim loại rõ rệt.

## Bệnh tật
Cây atisô có thể bị ảnh hưởng bởi các loại nấm gây bệnh như  Verticillium dahliae và Rhizoctonia solani. Một nghiên cứu của Guerrero và đồng nghiệp vào năm 2019 đã thành công trong áp dụng quá trình năng lượng mặt trời hóa đất trong các hệ thống cây trồng khác nhau để ngăn chặn sự phát triển của V. dahliae và R. solani.

## Phân bố tại Việt Nam
Atisô là cây thuốc nguồn gốc Địa Trung Hải, được người Pháp di thực vào trồng ở Việt Nam từ hàng trăm năm nay ở các vùng có khí hậu ôn đới như Đà Lạt (Lâm Đồng), Quản Bạ (Hà Giang), Sapa (Lào Cai), Tam Đảo (Vĩnh Phúc). Đến nay atisô được phát triển trồng ở nhiều nơi, kể cả vùng đồng bằng như Hải Dương cây vẫn phát triển tốt.